# Belo Campo
Belo Campo es un municipio brasileño del estado de Bahía. Su población estimada en 2004 era de 19.376 habitantes. Está en la región del centro-sur bahiano, más precisamente en la región de Vitória da Conquista.
Está situada a una altitud de más o menos 1000 metros sobre el nivel del mar, y se localiza a 300 km del mar. En a su área rural, está la sierra de Tremedal, donde predomina la tierra roja. 
Su vegetación y su clima son típicos de la caatinga, posee un invierno no tan riguroso, y un verano riguroso debido su localización. 